# دعم إسرائيل لإيران أثناء حرب الخليج الأولى

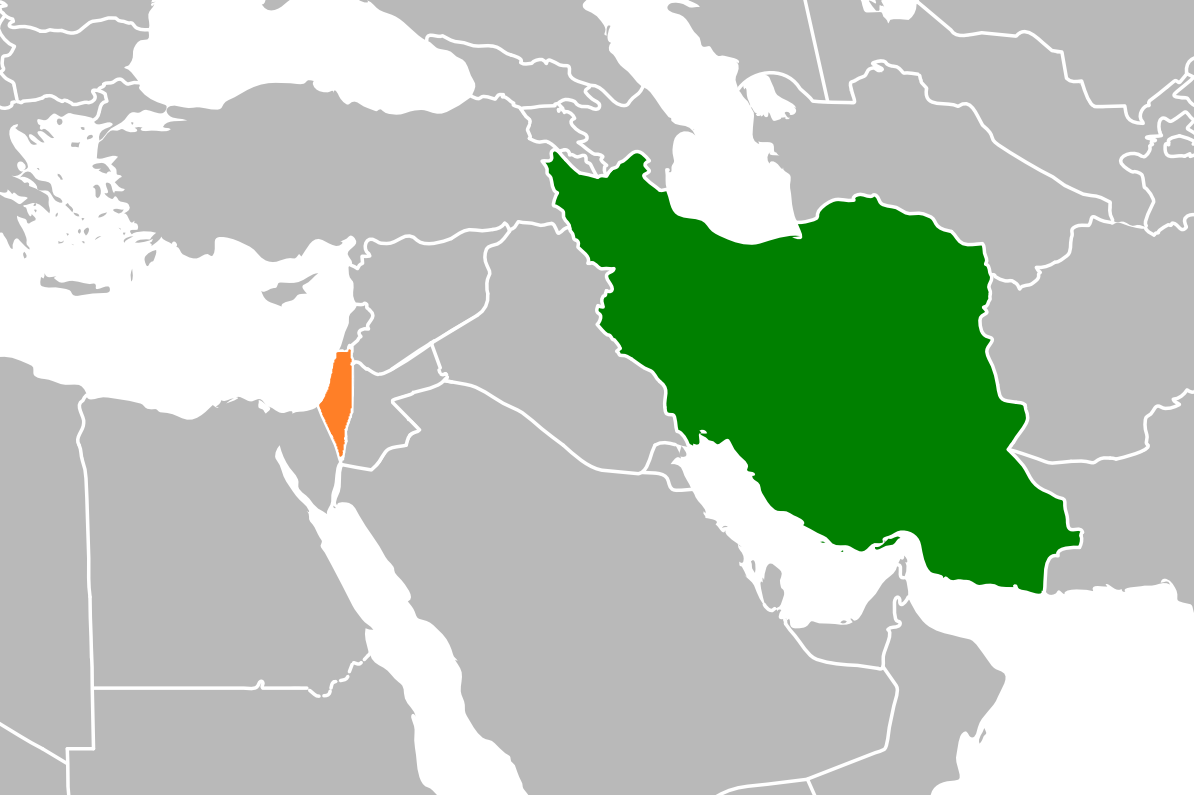

دعم إسرائيل لإيران أثناء حرب الخليج الأولى يشير إلى الدعم الخفي والمزعوم الذي يقال أنّه قدمته إسرائيل إلى إيران أثناء حرب الخليج الأولى للنيل إلی بعض أهدافها كإعادة خلق بعض النفوذ الذي فقدته في إيران بعد الإطاحة بالشاه عام 1979؛ وزيادة حدة حرب الخليج الأولى وإضعاف كل من إيران والعراق اللذين يعارضان وجود إسرائيل؛ ومنع العراق من هزيمة إيران حيث كانت إسرائيل تخشى انتصار صدام حسين، وإقامة أعمال تجارية لصناعة السلاح الإسرائيلي. في حين نفى مسؤولون إيرانيون بشدة حصولهم على مساعدات إسرائيل التي كانوا يدينونها باعتبارها «دولة غير شرعية».

## إمدادات الأسلحة
بحسب ما ذكره رونن برجمان، قامت إسرائيل ببيع أسلحة قيمتها 75 مليون دولار أمريكي من مخزون الصناعات العسكرية الإسرائيلية وصناعات الطيران الإسرائيلي ومخزون قوات الدفاع الإسرائيلية، في عمليات سيشل عام 1981. ولقد ضمت المواد 150 مدفع إم 40 المضاد للدبابات مع 24.000 قذيفة لكل مدفع وقطع غيار لمحركات الدبابات والطائرات، وقذائف 106 مم و 130 مم و 203 مم و 175 مم وصواريخ بي جي إم 71 تاو . ولقد تم نقل تلك المواد في بداية الأمر جوًا عبر الخطوط الجوية الأرجنتينية Transporte Aéreo Rioplatense ثم نُقلت بحرًا.
بحسب ما أوردته تريتا بارسي، لقد تألف الدعم الإسرائيلي لإيران من عدة عوامل:
- مبيعات الأسلحة إلى إيران التي قدرت إجمالاً بـ 500 مليون دولار أمريكي في الفترة من عام 1981 إلى 1983 وفق ما ذكره معهد جيف للدراسات الإستراتيجية في جامعة تل أبيب. ولقد تم دفع معظم هذا المبلغ من خلال النفط الإيراني المقدم إلى إسرائيل. "وفقًا لأحمد حيدي، "تاجر الأسلحة الإيراني الذي يعمل لصالح نظام الخميني، 80% بالكاد من الأسلحة التي اشترتها طهران" بعد شن الحرب مباشرةً أنتجت في إسرائيل.
- قامت إسرائيل بتسهيل عمليات شحن الأسلحة من الولايات المتحدة إلى إيران في مسألة إيران - كونترا.
- قيام إسرائيل في السابع من يونيو من عام 1981 بمهاجمة المفاعل أوزيراك النووي العراقي مما أعاق البرنامج النووي العراقي. وفي حقيقة الأمر قصفت إيران المفاعل أولاً عام 1980، ولكنها لم تدمر سوى المنشآت الثانوية.[4]
- يذكر أن إسرائيل قدمت أيضًا لإيران المدربين والمساعدات غير التسليحية من أجل المجهود الحربي.

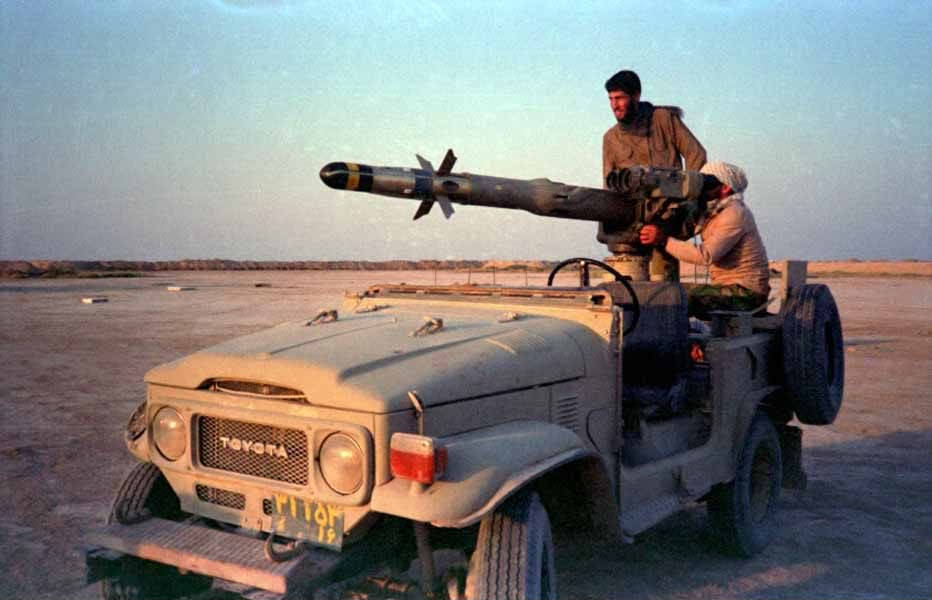
جنديان إيرانيان يحملان بي جي إم-71 تاو (مضاد للدروع أمريكي باعته إسرائيل لإيران) على متن سيارة تويوتا لاندكروزر خلال الحرب الإيرانية العراقية.

بحسب مارك فيثيان، تُعزَى جزئيًا حقيقة "أن القوات الجوية الإيرانية يمكنها العمل جيدًا" بعد الهجوم العراقي الأولي و"أنها يمكنها تنفيذ عدد من الغارات فوق بغداد ومهاجمة المواقع الإستراتيجية" إلى قرار إدارة ريجان بالسماح لإسرائيل بتمرير الأسلحة الأمريكية إلى إيران لمنع العراق من تحقيق نصر سريع وسهل."
لقد وقع تاجر الأسلحة الإسرائيلي ياعكوف نيمرودي ظاهريًا عقدًا مع وزارة الدفاع الوطني الإسرائيلية لبيع أسلحة قيمتها 135,842,000 دولارًا أمريكي، وتشمل الصفقة صواريخ مدفعية وقذائف كوبرهيد وصواريخ هوك. وفي مارس 1982، ذكرت جريدة نيويورك تايمز مستندات تبين أن إسرائيل وردت لطهران ما يقدر بنصف أو أكثر من الأسلحة التي وصلتها خلال الأشهر الثمانية عشر السابقة، وتقدر تلك المبيعات بـ 100 مليون دولار أمريكي على الأقل. وذكرت مجلة بانوراما، الصادرة في ميلان، أن إسرائيل باعت لنظام الخميني 45 ألف قطعة من المسدس الرشاش عوزي وقاذفات الصواريخ الموجهة المضادة للدروع وصواريخ وهاوتزر وقطع غيار للطائرات. وذكرت المجلة أن جزءًا كبيرًا من الغنيمة المتحصلة من منظمة التحرير الفلسطينية أثناء حرب لبنان 1982 قد تم إنهاؤها من طهران".

## تدمير مفاعل أوزيراك
في السابع من يونيو عام 1981، قام سرب من الطائرات القتالية إف-16 فاينتج فالكون التابعة لـ القوات الجوية الإسرائيلية، بحراسة الطائرة إف-15 إيغل، بقذف المفاعل النووي أوزيراك في العراق وتدميره. وبحسب الصحفي نيكولاس كريستوف، لولا هذا الهجوم «لامتلك العراق السلاح النووي خلال الثمانينيات، ولكان لديها محافظة اسمها الكويت وجزء من إيران ولعانت المنطقة من الدمار النووي.» فلقد كان هذا المفاعل جزءًا من برنامج الأسلحة العراقية حسبما ذُكر في الثامن من سبتمبر من عام 1975، فلقد أعلن حينئذٍ نائب الرئيس العراقي صدام حسين على الملأ أن امتلاك المفاعلات الفرنسية كان الخطوة الأولى الفعلية في إنتاج السلاح النووي العربي. وكانت الصفقة مع فرنسا تشتمل مبدئيًا على شحن يورانيوم مخصب بنسبة 7%، ولكن تم نقض هذا الاتفاق بعد «الضغط الاقتصادي الكبير» الذي مارسته دولة العراق الغنية بالنفط على الفرنسيين حتى يضم الاتفاق توريد 75 كيلو جرام من اليوانيوم المخصب النقي بنسبة 93%، ومن الناحية النظرية يعد هذا كافيًا لإنتاج «خمس أو ست» قنابل نووية، ولجعل العراقيين على مسافة أكبر من إنتاج هذا السلاح. ولكن أدت الثورة الإسلامية الإيرانية إلى زيادة اهتمام صدام بامتلاك القنابل النووية وأمر العلماء مباشرةً عام 1979 بتصنيع تلك القنابل. ويقال إنه لو لم يتم تدمير مفاعل أوزيراك لأصبحت العراق دولة نووية ولاستولى صدام على جزء كبير من الأراضي الإيرانية والكويت. كانت الولايات المتحدة تفضل في ذلك الوقت أن تحل العراق محل إيران بوصفها «قوة توازن» كبرى في المنطقة، فقد كان يحكم العراق نظامٌ أقل تطرفًا من إيران، ومن ثم لم تعترض الولايات المتحدة على الطموح النووي للعراق.

## مساعدات أخرى
وفقًا لجون بولوخ وهارفي موريس، قام الإسرائيليون بتصميم وتصنيع
كتل كبيرة من مادة متعدد الستيرين خفيفة الوزن التي حملتها القوات الإيرانية المعتدية لبناء ممرات فورية مؤقتة عبر المياه العراقية الضحلة الدفاعية في مواجهة البصرة؛ ولقد جعلت إسرائيل الطائرات الإيرانية تستمر في الطيران رغم نقص قطع الغيار، وعَلم المدربون الإسرائيليون القادة الإيرانيين كيف يتعاملون مع القوات.
ورغم جميع خطب الزعماء الإيرانيين والدعاء على إسرائيل في صلاة الجمعة، لم يكن أبدًا في إيران أقل من ألف مستشار وفني إسرائيلي تقريبًا في أي وقت طوال الحرب، ولقد كانوا يعيشون في معسكر شديد الحماية والتنظيم شمال طهران، ولقد ظلوا على هذا الحال حتى بعد وقف إطلاق النار.
ذكرت صحيفة إيروسبيس ديلي في شهر أغسطس من عام 1982 أن الدعم الإسرائيلي كان «حاسمًا» في إستمرار تحليق القوات الجوية الإيرانية في مواجهة العراق. كما شملت المبيعات الإسرائيلية قطع غيار للطائرة النفاثة الأمريكية إف 4 فانتوم الثانية. ذكرت نيوزويك أيضًا أنه بعدما هبط أحد المنشقين الإيرانيين بطائرته النفاثة إف 4 فانتوم في المملكة العربية السعودية عام 1984، قرر خبراء المخابرات أن العديد من أجزاء الطائرة قد بيعت أساسًا إلى إسرائيل ثم أعيد تصديرها إلى طهران بما يعد انتهاكًا للقانون الأمريكي.

## الأهداف
بحسب برجمان، كانت أهداف إسرائيل هي: إعادة خلق بعض النفوذ الذي فقدته في إيران بعد الإطاحة بالشاه عام 1979؛ وزيادة حدة حرب الخليج الأولى وإضعاف كل من إيران والعراق اللذين يعارضان وجود إسرائيل؛ ومنع العراق من هزيمة إيران حيث كانت إسرائيل تخشى انتصار صدام حسين، وإقامة أعمال تجارية لصناعة السلاح الإسرائيلي.
كتبت تريتا بارسي أن إسرائيل أمدت إيران بالسلاح والذخيرة لأنها ترى أن العراق يمثل خطرًا على عملية السلام في الشرق الأوسط. آريل شارون كان يرى أنه من الأهمية بمكان «أن يظل الباب مفتوحًا قليلاً» أمام إمكانية إقامة علاقات جيدة مع إيران في المستقبل. وبحسب ما ذكره ديفيد مينشري من جامعة تل أبيب، خبير كبير في شؤون إيران، «على مدار الثمانينيات من القرن العشرين، لم يقل أي شخص في إسرائيل كلمة عن الخطر الإيراني - لم تكن هذه الكلمة تنطق.» ولقد فسرت بارسي في لقاء مع دياني رهيم أنه رغم الخطب المعادية لإسرائيل التي كانت تعرض على الملأ في إيران، ففي واقع الأمر كانت الدولتان تعتمدان سرًا على دعم بعضهما البعض لمواجهة المعارضة الهائلة من كل من العراق والاتحاد السوفيتي. ويستدل على ذلك بحقيقة استمرار هذه العلاقة رغم زيادة حدة الخطاب نتيجة الثورة الإسلامية في إيران، والذي استمر حتى انهيار الاتحاد السوفيتي وتدمير الولايات المتحدة للعسكرية العراقية في حرب الخليج الأولى واللذين حدثا عام 1991. ورغم أنه أدعى أنه لطالما استخدمت إيران إسرائيل كوسيلة لخلق شعور عربي جامع معادٍ لإسرائيل تتجمع حوله جميع الدول المسلمة في المنطقة بزعامة إيران، بدأت إسرائيل وإيران حقًا اعتبار بعضهما البعض منافسًا إستراتيجيًا بعد تلاشي خطر الاتحاد السوفيتي وبعد ما لم تعد العراق تمثل نقطة اختبار للقوة في المنطقة.
يقول مصدر آخر إن إسرائيل رأت أن حرب الخليج تعد فرصةً لضمان سلامة المجتمع اليهودي في إيران والذي يُعتقد أنه كان يعيش في خطر. فقد كان يعيش في إيران وقت الثورة ما يقرب من 80 ألف يهودي. وكانوا يعتبرون أقلية هم والمسيحيون والزرادشتيون في إيران، ولكنهم لم يواجهوا عمومًا عمليات إعدام واستطاعوا متابعة حياتهم دون مشكلات. لكن أصولية الخميني جعلت الجميع في ورطة. فكان الدعم الظاهري لإيران يضمن سلامة المجتمع اليهودي وسمح لآلاف منهم بالهجرة؛ ولقد ساهم ذلك مساهمةً كبيرة في نجاح إيران في الزود عن حدودها.

## إنكار إيران
دأب المسؤولون الإيرانيون أثناء وبعد الحرب على نفي حصولهم على مساعدات من إسرائيل التي كانوا يدينونها باعتبارها «دولة غير شرعية». ولقد أنكر آية الله روح الله الخميني، زعيم إيران أثناء الحرب، غاضبًا أن إسرائيل قد أرسلت أسلحة إلى إيران. ولقد أكد في خطبة ألقاها يوم 24 أغسطس 1981، أن أعداء إيران يحاولون النيل من الثورة الإسلامية الإيرانية بنشر إشاعات كاذبة عن التعاون بين إسرائيل وإيران، وأن صدام حسين ما هو في الواقع سوى حليف لإسرائيل ودفعها لقصف وتدمير منشآت مفاعل أوزيراك النووي العراقي: 
.